# Cicurina gruta
Cicurina gruta là một loài nhện trong họ Dictynidae.
Loài này thuộc chi Cicurina. Cicurina gruta được Willis J. Gertsch miêu tả năm 1992.